# Kylie Masse
Kylie Masse (LaSalle, 18 gennaio 1996) è una nuotatrice canadese, specializzata nel dorso.

## Carriera
Specializzata nel dorso, è stata campionessa del mondo - nonché ex detentrice del primato mondiale - sulla distanza dei 100 m.

## Palmarès
- Giochi olimpici

Rio de Janeiro 2016: bronzo nei 100m dorso.
Tokyo 2020: argento nei 100m dorso e nei 200m dorso, bronzo nella 4x100m misti.
Parigi 2024: bronzo nei 200m dorso.
- Mondiali

Budapest 2017: oro nei 100m dorso, bronzo nella 4x100m misti mista.
Gwangju 2019: oro nei 100m dorso, bronzo nei 200m dorso e nella 4x100m misti.
Budapest 2022: oro nei 50m dorso, argento nei 100m dorso, bronzo nella 4x100m misti.
Fukuoka 2023: bronzo nella 4x100m misti.
Singapore 2025: bronzo nella 4x100m misti mista.
- Mondiali in vasca corta

Windsor 2016: argento nei 100m dorso e nella 4x100m misti.
Abu Dhabi 2021: argento nei 50m dorso, nei 100m dorso, nei 200m dorso e nella 4x100m misti.
Melbourne 2022: bronzo nei 200m dorso, nella 4x100m misti e nella 4x50m misti mista.
Budapest 2024: argento nella 4x50m misti mista, bronzo nei 50m dorso.
- Campionati panpacifici

Tokyo 2018: oro nei 100m dorso.
- Giochi del Commonwealth

Gold Coast 2018: oro nei 100m dorso e nei 200m dorso, argento nei 50m dorso e nella 4x100m misti.
Birmingham 2022: oro nei 50m dorso, argento nei 100m dorso, nei 200m dorso, nella 4x100m misti e nella 4x100m misti mista.
- Universiadi

Gwangju 2015: oro nei 100m dorso.

## International Swimming League
| Stagione 2019 | stagione 2020  | Stagione 2021  |
| ------------- | -------------- | -------------- |
| Cali Condors  | Toronto Titans | Toronto Titans |